# Joakim Hagernäs
Jan Joakim Hagernäs, 9 februari 1980 i Danderyd, är en svensk före detta fotbollsspelare. Han har tidigare spelat för FC Väsby United, AIK, IF Brommapojkarna, Syrianska FC och hans moderklubb Kungsängens IF. Hans karriär i AIK varade i 24 timmar och innehöll 15 minuters spel i Allsvenskan 2004.[källa behövs] Han är kusin med Linn Hagernäs som är en svensk handbollsspelare.